# بيرناديت بيترس
بيرناديت بيترس (بالإنجليزية: Bernadette Peters)‏ ممثلة ومغنية أمريكية من مواليد 28 فبراير 1948، حاصلة على جائزة الغولدن غلوب 1982 كأفضل ممثلة عن دورها في فيلم نعمة من السماء

## مواقع خارجية
- بيرناديت بيترس على موقع IMDb (الإنجليزية)
- بيرناديت بيترس على موقع ميتاكريتيك (الإنجليزية)
- بيرناديت بيترس على موقع روتن توميتوز (الإنجليزية)
- بيرناديت بيترس على موقع ألو سيني (الفرنسية)
- بيرناديت بيترس على موقع ميوزك برينز (الإنجليزية)
- بيرناديت بيترس على موقع تيرنر كلاسيك موفيز (الإنجليزية)
- بيرناديت بيترس على موقع أول موفي (الإنجليزية)
- بيرناديت بيترس على موقع قاعدة بيانات برودواي على الإنترنت (الإنجليزية)
- بيرناديت بيترس على موقع قاعدة بيانات برودواي على الإنترنت (الإنجليزية)
- بيرناديت بيترس على موقع قاعدة بيانات الأفلام السويدية (السويدية)